# Сан-Франсиску (Параиба)
Сан-Франсиску (порт. São Francisco) — муниципалитет в Бразилии, входит в штат Параиба. Составная часть мезорегиона Сертан штата Параиба. Входит в экономико-статистический микрорегион Соза. Население составляет 3607 человек на 2006 год. Занимает площадь 95,054 км². Плотность населения — 37,9 чел./км².

## Статистика
- Валовой внутренний продукт на 2003 год составляет 6 690 900,00 реалов (данные: Бразильский институт географии и статистики).
- Валовой внутренний продукт на душу населения на 2003 год составляет 1889,55 реалов (данные: Бразильский институт географии и статистики).
- Индекс развития человеческого потенциала на 2000 год составляет 0,632 (данные: Программа развития ООН).